# Jevgeni Chaldej
Jevgeni Ananjevitsj Chaldej (Russisch: Евгений Ананьевич Халдей) (Joesovka (nu Donetsk), 23 maart 1917 - Moskou, 6 oktober 1997) was een gerenommeerd fotograaf van Oekraïens-Joodse komaf die zowat de hele 20ste eeuw in beeld heeft gebracht. Zijn zwart-witfotografie mag men rekenen tot een hoogtepunt van de kunstfotografie.

## Biografie
Jevgeni Chaldej werd geboren in een Joodse Oekraïense familie. Toen hij slechts één jaar was, werden zijn moeder en grootvader tijdens een pogrom vermoord. Van kindsbeen was hij geobsedeerd door de fotografie. Op zijn vijftiende maakte hij zelf een camera van een kartonnen doos met als lens de brillenglazen van zijn grootmoeder. Geboeid door het medium ontwikkelde hij de negatieven onder zijn bed bij het licht van een kaars in een lantaarn.
In 1939 kwam hij in dienst van het Sovjet-Russische persagentschap Tass. In opdracht van Jozef Stalin maakte hij historische beelden van belangrijke passages uit de Tweede Wereldoorlog. In 1941 legde hij het door de Duitse legers in 1941 verwoeste Moermansk na het droppen van 300.000 brandbommen vast. In 1945 maakte hij opnames van de oorlogswinnaars Winston Churchill, Stalin en Truman tijdens de Conferentie van Potsdam bij Berlijn. In datzelfde jaar bracht Chaldej ook de Processen van Neurenberg in beeld.
Na de Tweede Wereldoorlog bracht hij in opdracht van de communistische partij de Sovjet-modelstaat getrouw in beeld. Zoals Leni Riefenstahl Hitlers wens verbeeldde, vatte Chaldej het communisme zoals Stalin het aan de wereld wilde tonen. De fotograaf legde dan ook plichtbewust de mythische mijnwerker Aleksej Stachanov vast. Hij maakte foto's van een groot gasreservoir met op de wand een aansporing: Laten wij de achterstand van de metaalnijverheid wegwerken. Op de foto's zijn zichtbaar genietende en stralende arbeiders druk in de weer. Achteraf getuigde Chaldej: Het beeld dat Stalin wilde geven van de Sovjet-Unie heb ik zelf bewust mee helpen uitdragen.
In 1949 moest hij ontslag nemen bij Tass, wegens het opkomend antisemitisme in de Sovjetstaat. Onder Nikita Chroesjtsjov ging hij vanaf 1959 werken voor de Pravda, het communistisch partijdagblad en voor een kunsttijdschrift maar kreeg verbod om joodse kunstenaars te fotograferen. Hij maakte foto's van bekende Russische componisten zoals Rachmaninov, Sjostakovitsj en Aram Chatsjatoerjan. Ook fotografeerde hij Yves Montand en Sophia Loren. De samenwerking met de Pravda duurde tot 1972. Sinds het einde van de Sovjet-Unie in 1991 kreeg hij pas grote bekendheid als fotograaf.

## Bekendste foto

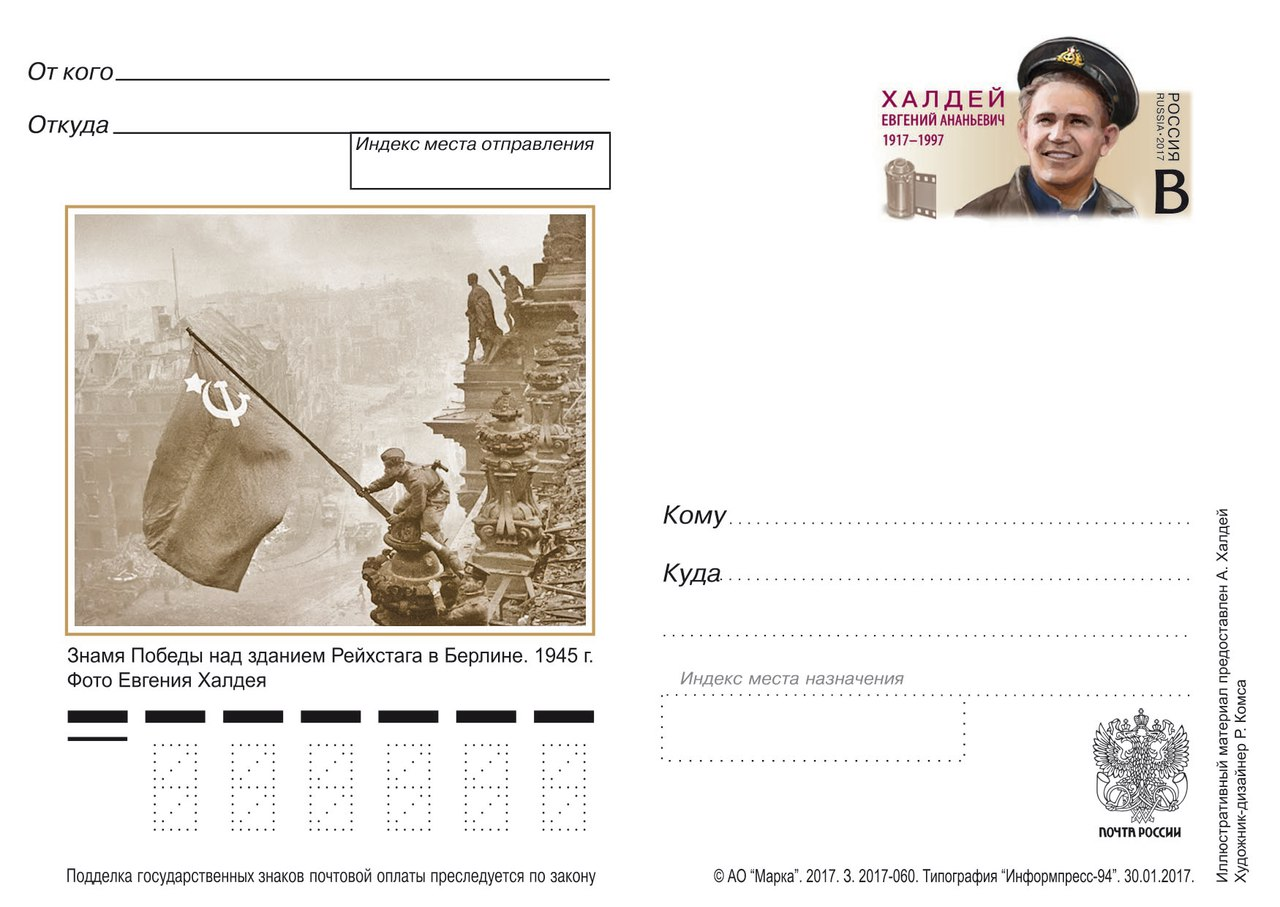
Rechts Chaldej, links zijn beroemde foto van de Sovjet-soldaat die de rode vlag plant op de Reichstag

De fotograaf dankt zijn internationale bekendheid aan de foto van de Sovjet-soldaat die in 1945 de rode vlag plant op de Berlijnse Reichstag. Deze foto werd een symbool van de val van het Derde Rijk. Hij had zich naar eigen zeggen laten inspireren door een twee maanden eerder gemaakte foto van Joe Rosenthal: het hijsen van de Amerikaanse vlag op het Japanse eiland Iwo Jima. Chaldej kreeg er destijds de Pulitzerprijs voor. Er waren vermoedens dat Chaldej het gebeuren in scène had gezet voor het mooie plaatje. Later vertelde hij dat hij op 2 mei 1945 met een paar uit Moskou meegebrachte rode vlaggen met ster, hamer en sikkel een paar militairen naar het dak van het parlementsgebouw liet lopen, hen daar verschillende poses liet aannemen, en dit vastlegde op een hele filmrol. Chaldej had niet gerekend op de Sovjetcensuur toen bleek dat de soldaat twee polshorloges droeg. Russische soldaten plunderen immers niet. Op de vrijgegeven foto werd één horloge weggeretoucheerd. Bij latere versies van deze foto werd op de achtergrond zwarte rook toegevoegd en een nog indrukwekkender rode vlag.
Zowel in 1970 en als in 1975 gebruikte de DDR Post deze foto op een nieuwe postzegel met als titel: 25e en 30ste verjaardag van de zege op het fascisme. (Zie afbeeldingen).

## Collectie foto's Chaldej
Een collectie van ongeveer 200 foto's van Chaldej bevindt zich in de kunstverzameling van Ernst Volland/Heinz Krimmer in Berlijn.